# ترور ایندیرا گاندی
نخست‌وزیر هند، ایندیرا گاندی، ساعت ۹:۲۹ صبح روز ۳۱ اکتبر ۱۹۸۴ در محل سکونتش در جاده صفدرجونگ، دهلی نو ترور شد. وی در پی انجام عملیات ستاره آبی توسط محافظان سیک خود به قتل رسید. عملیات ستاره آبی یک قتل‌عام نظامی ارتش هند علیه سیک‌ها بود که بین ۱ تا ۸ ژوئن ۱۹۸۴ انجام شد و این اقدام در سراسر جهان مورد انتقاد قرار گرفت.

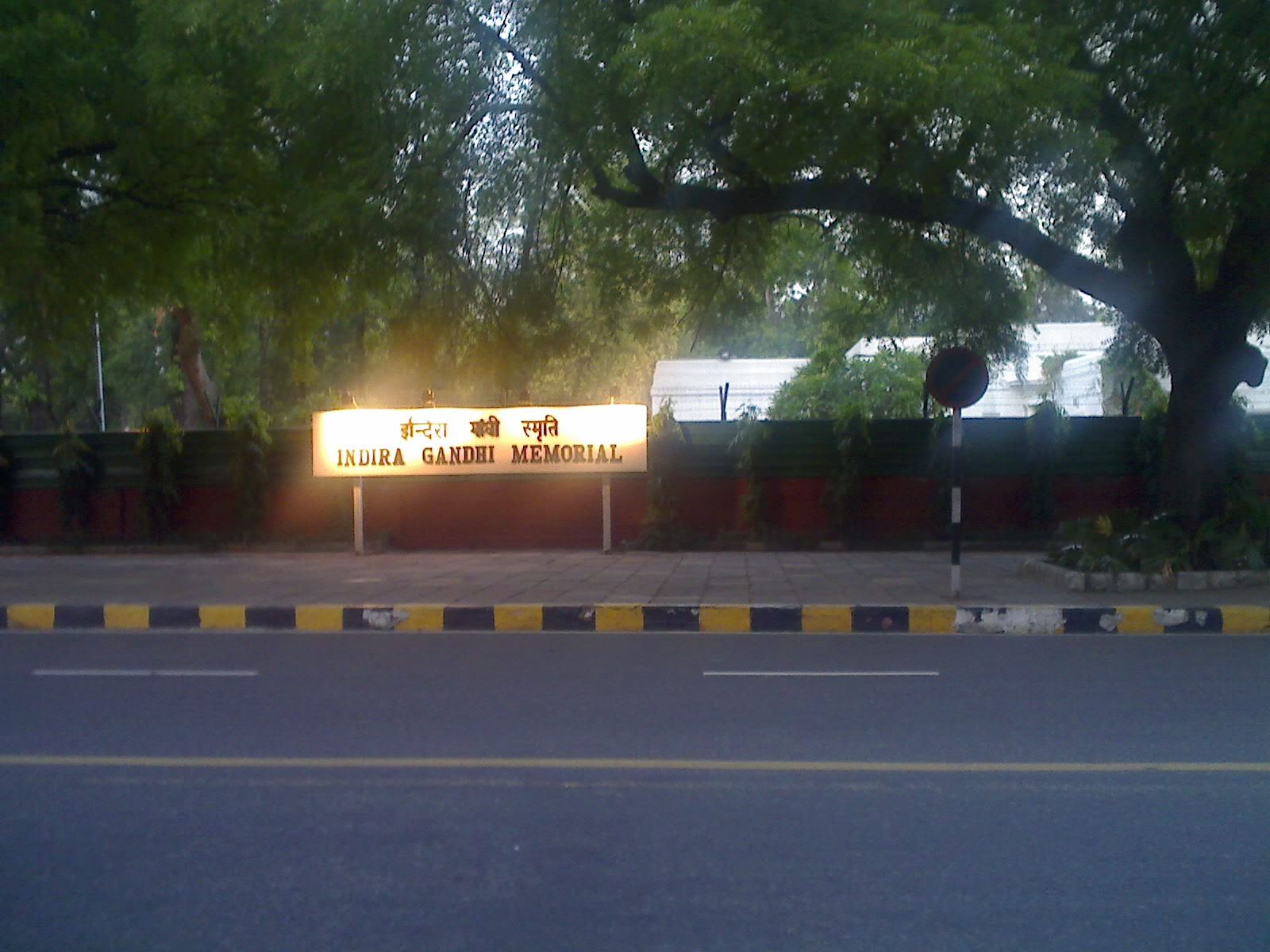
یادبود در محل ترور، جاده صفدرجونگ، دهلی نو

## پیش زمینه
عملیات ستاره آبی یک قتل‌عام نظامی توسط ارتش هند بود که بین ۱ تا ۸ ژوئن ۱۹۸۴ انجام شد، به دستور ایندیرا گاندی جرنیل سینگ، رهبر یک گروه مذهبی سیک و پیروان مسلح وی از ساختمانهای مجموعه دربار صاحب در امریتسار، پنجاب خارج شدند. سینگ در طی این عملیات با گلوله کشته شد. دولت هند در شب ۵ ژوئن ۱۹۸۴ دستور داد نظامیان وارد محوطه معبد امریتسار شوند که با آتش سنگین مدافعان معبد روبه‌رو گردیدند. مقاومت دو روز بعد، درهم شکست. در این فاجعه ۵۵۴ نفر از مدافعان و اهالی شهر کشته، و ۱۲۱ نفر زخمی شدند. تلفات نظامیان ۹۲ کشته، و ۲۷۸ مجروح اعلام شد. به دستور ایندیرا گاندی در ۲۵ سپتامبر همان سال، ارتش از معبد طلایی خارج شد. عملیات ستاره آبی تأثیر گسترده‌ای بر سیاست در هند داشت زیرا بسیاری از جوانان سیک به جنبش خالصتان پیوستند. ایندیرا گاندی به دلیل ایفای نقشش در این عملیات، در بین سیک‌ها مورد انتقاد و دشمنی قرار گرفته بود. سیک‌ها نسبت به ورود پرسنل ارتش با چکمه به مجتمع معبد و تخریب کتب و دستنوشت‌های سیک در کتابخانه معبد که در طی این عملیات با مواد منفجره آتش گرفته بود حساس بودند و این را توهین دانستند. چنین اقداماتی باعث ایجاد فضای بی‌اعتمادی نسبت به دولت شد و با توطئه برای ترور گاندی به پایان رسید. این اتفاق در مدت پنج ماه از زمان پایان عملیات رخ داد.
درک تهدید برای زندگی گاندی بعد از عملیات افزایش یافت. بر این اساس، سیک‌ها به دلیل ترس از ترور، توسط اداره اطلاعات از دسته محافظ شخصی وی خارج شدند. با این حال، گاندی بر این عقیده بود که این باعث تقویت چهره ضد سیک او در بین مردم و تقویت مخالفان سیاسی وی می‌شود. وی به گروه محافظت ویژه دستور داد که محافظان سیک، از جمله بنت سینگ را که مورد علاقه وی بود، بازگرداند.

## ترور

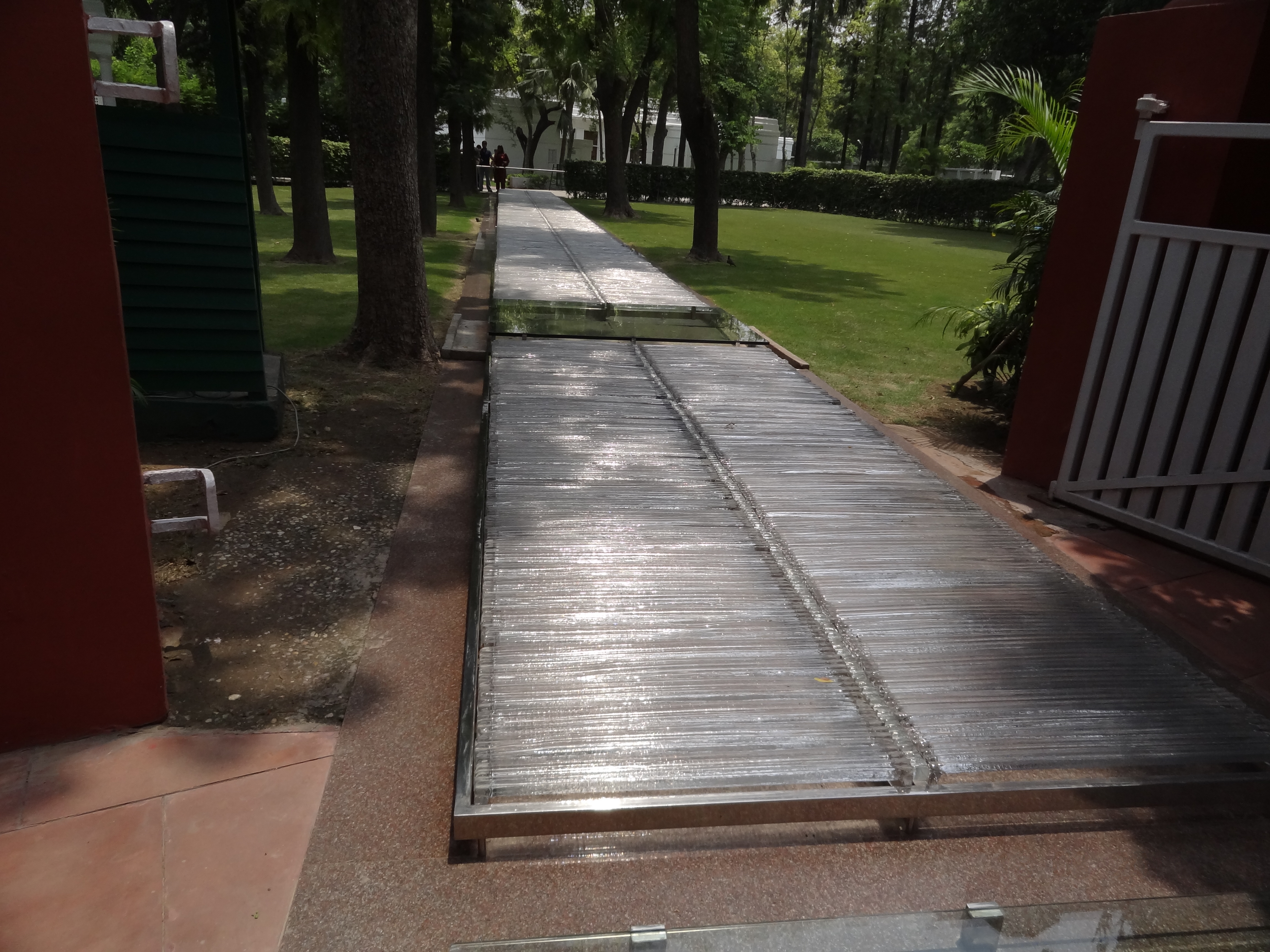
محلی که ایندیرا گاندی در آن کشته شده‌است با شیشه ای در یادبود ایندیرا گاندی مشخص شده‌است.

حدود ساعت ۹:۲۰ صبح، در ۳۱ اکتبر ۱۹۸۴، گاندی در راه مصاحبه با بازیگر بریتانیایی پیتر اوستینف بود که در حال فیلمبرداری مستند برای تلویزیون ایرلند بود. او یک ساری زعفرانی با حاشیه سیاه پوشیده بود و همراه با پاسدار ناریان سینگ، افسر امنیت شخصی رامشور دایال و دبیر شخصی خود بود. او در حال گذر از باغ اقامتگاه نخست‌وزیر در خیابان شماره ۱ صفدرجونگ در دهلی نو به سمت دفتر مجاور در خیابان اکبر بود.
گاندی از کنار دروازه ای که توسط قاتلانش محافظت شده بود عبور کرد. سپس این دو مرد آتش گشودند.بنت ۳۸ گلوله شلیک کرد، سپس ستوانت سینگ ۳۰ گلوله دیگر شلیک نمود. سپس هر دو نفر اسلحه‌های خود را پرتاب کردند و بنت گفت: "من کاری را که باید انجام می‌دادم انجام داده‌ام. شما آنچه می‌خواهید انجام دهید را انجام می‌دهید. " ستوانت سینگ در سال ۱۹۸۹ به دار آویخته شد.
سلما سلطان در تاریخ ۳۱ اکتبر ۱۹۸۴، بیش از ده ساعت پس از کشته شدن، اولین خبر از ترور گاندی را داد.
بنت سینگ به مدت ۱۰ سال یکی از نگهبانان مورد علاقه گاندی بود. از آنجا که او یک سیک بود، پس از عملیات ستاره آبی او را از کارمندانش اخراج کرد. اما گاندی اطمینان داده بود که او امن است. ستوانت ۲۲ ساله بود که او را به قتل رساند و درست ۵ ماه قبل از ترور او عضو گارد شده بود.

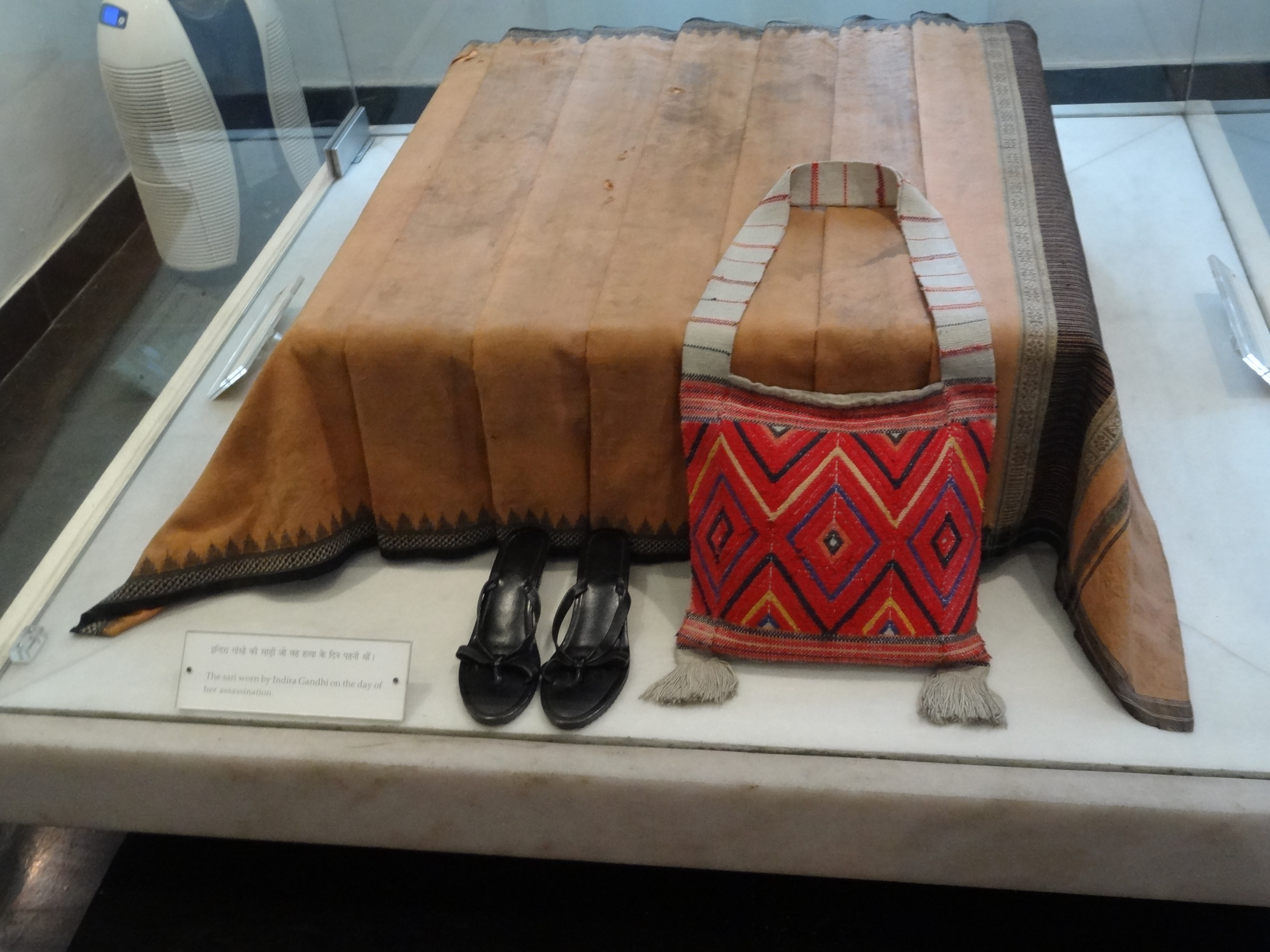
ساری خون آلود گاندی و وسایل او در هنگام ترور وی که در موزه یادبود ایندیرا گاندی در دهلی نو حفظ شده‌است.

گاندی ساعت ۹:۳۰ به انستیتوی علوم پزشکی هندوستان، دهلی نو منتقل شد. پس از یک عمل جراحی، او ساعت ۲:۲۰ ظهر درگذشت. عصر معاینه پس از مرگ توسط تیمی از پزشکان انجام شد که اظهار داشتند ۳۰ گلوله از یک دستگاه مسلسل استرلینگ به گاندی اصابت کرده‌است. متجاوزان ۳۳ گلوله به سمت او شلیک کرده بودند که از این تعداد ۳۰ گلوله به گاندی اصابت کرد. ۲۳ گلوله از بدن او عبور کرده بود، در حالی که هفت تا در داخل بدنش بودند. وی در تاریخ ۳ نوامبر در نزدیکی راج قات، یادبود مهاتما گاندی، در منطقه ای به نام شاکتی استالال دفن شد. پسر بزرگتر و جانشین او راجیو گاندی به جای او نخست‌وزیر هند شد.

## پس از واقعه
طی چهار روز پس از آن، هزاران سیک در خشونت تلافی جویانه کشته شدند.
ستوانت سینگ به اعدام محکوم شد و در ۶ ژانویه ۱۹۸۹ اعدام گشت.
یک فیلم پنجابی با نام الماس مردم که نقش و زندگی دو نگهبان که ایندیرا گاندی را ترور کرد، قرار بود در ۲۲ اوت ۲۰۱۴ اکران شود، اما توسط دولت هند توقیف شد.